# Леонидас, Себастьян
Себастьян Лео́нидас (порт.-браз. Sebastião Leônidas; 6 апреля 1938, Жерониму-Монтейру) — бразильский футболист, защитник. После завершения игровой карьеры работал тренером.

## Карьера
Леонидас учился в школе Жуан Пинейру, где получил профессию, подрабатывая пекарем в школьной столовой. В 1954 году он поехал на просмотр в клуб «Америка Минейро». Главный тренер клуба Устрич подошёл к молодому игроку и сказал: «Завтра ты будешь тренироваться с нами». С 1957 года Леонидас играл играть за основной состав команды. В 1960 году он перешёл в клуб «Америка» из Рио-де-Жанейро, с которым в первый же год выиграл титул чемпиона штата Рио-де-Жанейро. В 1965 году Леонидас был куплен клубом «Ботафого». Вместе с командой защитник выиграл два титула чемпиона штата Рио-де-Жанейро, два Кубка Гуанабара и Чашу Бразилии. Всего за клуб он провёл 246 матчей, по другим данным 247 матчей.
18 мая 1966 года Леонидас дебютировал в составе сборной Бразилии в товарищеской игре с Уэльсом (1:0). Всего за национальную команду он провёл три игры. Леонидас был кандидатом на поездку на два чемпионата мира. В 1966 году он был отчислен из состава команды по мнению технической комиссии, определявшей состав команды, а в 1970 году, но за несколько дней до поездки на турнир, по мнению врача национальной команды Лидиу Толеду, получил травму и был исключён из списка футболистов.
Леонидас начал тренерскую карьеру сразу после окончания игровой, став ассистентом главного тренера «Ботафого». В 1972 году он стал главным тренером команды, заменив Тима. Тренер сразу столкнулся с предубеждением общественности и прессы, недовольных, что клуб тренирует темнокожий человек. В частности, одна из газет назвала это назначение «позор футбола в Рио-де-Жанейро». А один из лидеров «Ботафого», аргентинский нападающий Родольфо Фишер заявил:
Я не подчиняюсь приказам чернокожего»
Несмотря на то, что в первом же сезоне клуб занял второе место в чемпионате страны, а также одержал одну из самых значительных личных побед, разгромив 15 ноября 1972 года со счётом 6:0 «Фламенго» за два дня до 77-летия «рубро-негрос», Леонидас рассматривался как временная фигура на посту главного тренера. И на второй год он был уволен. Сам наставник заявил: «Я ушёл, потому что мог выиграть четыре титула, но не выиграл ни одного». Далее Леонидас стал главным тренером «Америки» из Натала, с которой выиграл два подряд титула чемпиона штата. Далее он работал с «Галисией», «Рио-Бранко» из Витории, «Сеарой», с которой выиграл чемпионат штата, а также с «Волта-Редондой»
После завершения тренерской карьеры Леонидас возвратился в «Ботафого», где с 2011 года работал координатором молодёжных команд. Он был уволен со своего поста 6 мая 2020 года, об этом ему сообщили по телефону. Причиной увольнения «Ботафого» назвал заботу о здоровье возрастного тренера в период COVID-19. Леонидас стал одним из 96 сотрудников клуба, уволенных в тот период. Он был недоволен увольнением и обратился в суд по трудовым спорам, утверждая, что «Ботафого» не выплатил ему сумму в 372 647,07 реалов. По словам жены игрока, Мириан, между сторонами спора было заключено соглашение о выплате 200 тысяч реалов. Но позже клуб перестал выходить на связь.

## Международная статистика
| Матчи Леонидаса за сборную Бразилии | Матчи Леонидаса за сборную Бразилии | Матчи Леонидаса за сборную Бразилии | Матчи Леонидаса за сборную Бразилии | Матчи Леонидаса за сборную Бразилии | Матчи Леонидаса за сборную Бразилии | Матчи Леонидаса за сборную Бразилии |
| ----------------------------------- | ----------------------------------- | ----------------------------------- | ----------------------------------- | ----------------------------------- | ----------------------------------- | ----------------------------------- |
| №                                   | Дата                                | Место проведения                    | Оппонент                            | Счёт                                | Голы                                | Турнир                              |
| 1                                   | 18 мая 1966                         | Белу-Оризонти                       | Уэльс                               | 1:0                                 | —                                   | Товарищеский матч                   |
| 2                                   | 19 сентября 1967                    | Сантьяго                            | Чили                                | 1:0                                 | —                                   | Товарищеский матч                   |
| 3                                   | 7 августа 1968                      | Рио-де-Жанейро                      | Аргентина                           | 4:1                                 | —                                   | Товарищеский матч                   |

## Достижения

### Как игрок
- Чемпион штата Минас-Жерайс: 1957
- Чемпион штата Рио-де-Жанейро: 1960, 1967, 1968
- Обладатель Кубка Бразилии — Зона Сул[порт.]: 1961
- Победитель турнира Рио — Сан-Паулу: 1966
- Обладатель Кубка Гуанабара: 1967, 1968
- Победитель турнира Начала чемпионата Рио-де-Жанейро: 1967
- Обладатель Чаши Бразилии: 1968

### Как тренер
- Чемпион штата Риу-Гранди-ду-Норти: 1974, 1975
- Победитель турнира Начала чемпионата Рио-де-Жанейро: 1977
- Чемпион штата Сеара: 1978